# جزر ديناغات
جزر ديناغات (بالسيبوانية: Mga Pulo sa Dinagat) هي مجموعة من الجزر في كاراجا، الفلبين، تقع على الجانب الجنوبي من خليج ليتي، وتحدها جزيرة ليتي من الغرب، ومضيق سوريجاو، ومينداناو من الجنوب، يبلغ طول جزيرتها الرئيسية (ديناغات) حوالي 60 كيلومتر (37 ميل) من الشمال إلى الجنوب، أعلنت جزر ديناغات كمقاطعة في عام 2006، وهي ثاني أحدث مقاطعة في الفلبين بعد دافاو أوكسيدنتال (2013).

## التاريخ

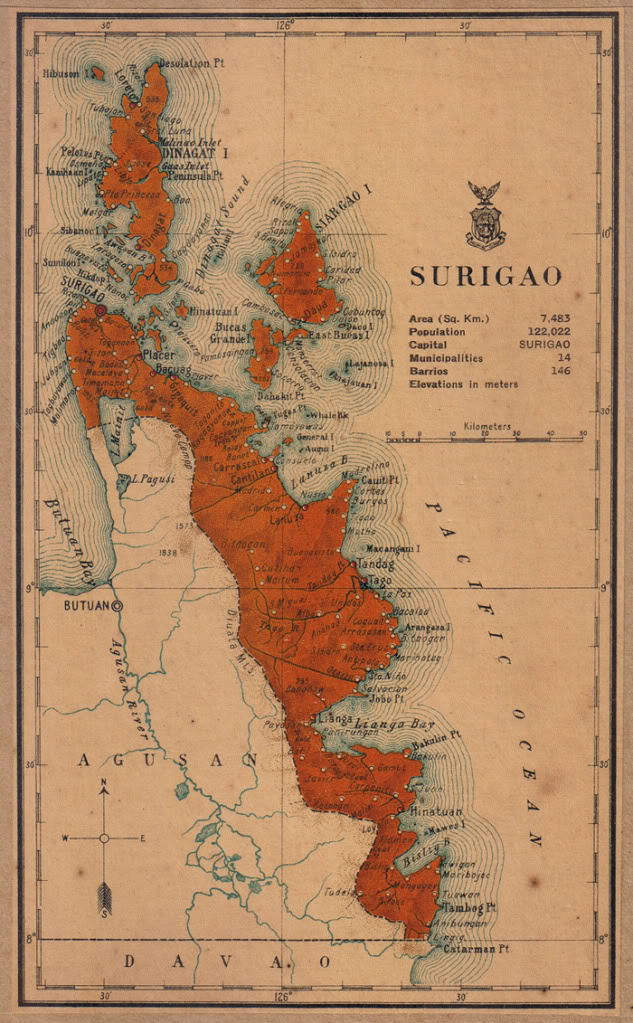
خريطة مقاطعة سوريجاو في عام 1918

تُعرف المقاطعة بأنها واحدة من أقدس المواقع في الأرخبيل في الديانة الأصلية قبل المسيحية.

## التقسيمات الإدارية

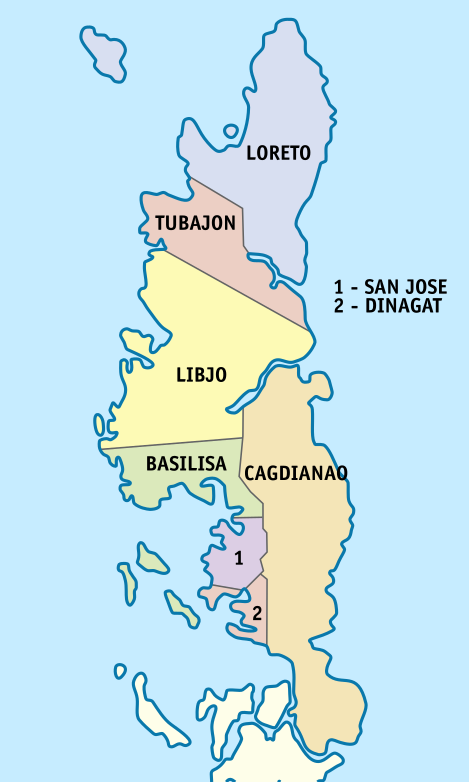
التقسيمات السياسية

تتألف مقاطعة جزر ديناغات من سبع بلديات تشمل جميعها دائرة تشريعية واحدة.